# Flagge der Republik Karelien

Flagge der Republik Karelien
Seitenverhältnis 2:3

Die Flagge der Republik Karelien wurde am 16. Februar 1993 eingeführt.
Sie wurde in Artikel 12 der Verfassung der Republik Karelien festgelegt.
Sie besteht aus 3 horizontalen Streifen. Der obere ist rot, der mittlere blau und der untere grün.

## Historische Flaggen
Da Karelien im 20. Jahrhundert mehrfach den Besitzer wechselte, territorial verändert wurde, der Status innerhalb der Sowjetunion sich änderte und auch die sowjetischen Flaggenvorschriften verändert wurden, ergaben sich auch verschiedene historische Flaggen Kareliens.

1920–1922
1941–1944 (aus finnischer Sicht)

Karelo-Finnische SSR
1940–1952

Karelo-Finnische SSR
1952–1956

Flagge der RSFSR bis 1991

Karelische Autonome Sowjetrepublik
1956–1991

### Vor der Gründung der Sowjetunion (ca. 1920–1922)
Nach der Oktoberrevolution 1917 und der Unabhängigkeit Finnlands wurde Karelien zwischen Finnland und Sowjetrussland geteilt. Kurzzeitig bis zur Gründung der Sowjetunion 1922 wurde teilweise eine an die finnische Flagge angelehnte Flagge benutzt.
Während der finnischen Besetzung des Landes infolge des Fortsetzungskrieges (1941–1944) wurde diese Flagge erneut benutzt.

### Karelische Autonome Sozialistische Sowjetrepublik (1922–1937)
Mit der Gründung der Sowjetunion am 30. Dezember 1922 wurde die Karelische Autonome Sowjetrepublik (Karelische ASSR) innerhalb der Russischen Sozialistischen Föderativen Sowjetrepublik (RSFSR) gebildet.
Zunächst führten die Sozialistischen Sowjetrepubliken und Autonomen Sozialistischen Sowjetrepubliken eine Rote Fahne mit einem Text im linken Obereck.
Der Text bestand aus der Abkürzung des Landesnamens in kyrillischer Schrift und russischer Sprache und der Sprache des jeweiligen Volkes mit lateinischer Schrift.
Darunter erschien wieder mehrsprachig der ausgeschriebene Landesname. (Bei Republiken mit mehreren Völkern oder Völkern, die eine eigene Schrift benutzen, wurden weitere Zeilen eingefügt.)
Im Falle der Karelischen ASSR waren das die 4 Zeilen: (Karelische Autonome Sozialistische Sowjetrepublik)
1. КАССР (КАССР steht für: Карельская Автономная Советская Социалистическая Республика) (Russisch)
2. KASNT (KASNT steht für: karjalan autonominen sosialistinen neuvostotasavalta) (Finnisch)
3. Карельская АССР
4. Karjalan ASNT

### Karelische Autonome Sozialistische Sowjetrepublik (1937–1940)
1937 wurden die Flaggen der ASSR als auch der SSR dahingehend geändert, dass die Abkürzungen entfielen und durch Hammer und Sichel ersetzt wurden.
Es blieben die Textzeilen:
1. Карельская АССР
2. Karjalan ASNT

### Karelo-Finnische Sozialistische Sowjetrepublik (1940–1952)
Infolge des Winterkrieges wurde am 31. März 1940 aus der Karelischen ASSR und annektierten ehemals finnischen Gebieten Kareliens die Karelo-Finnische Sozialistische Sowjetrepublik gebildet, die ein direktes Glied der Sowjetunion war und nicht mehr ein Bestandteil der RSFSR.
Da es zu diesem Zeitpunkt keinen Unterschied zwischen Flaggen von SSR und ASSR gab, wurde lediglich im Textteil entsprechend geändert:
1. Карело-Финская ССР
2. Karjalais-Suomalainen SNT

### Karelo-Finnische Sowjetrepublik (1952–1956)
Ab 1948 wurden die Flaggen der SSR von sowjetischen Künstlern entsprechend historischen und nationalen Vorgaben gestaltet und die Texte durch Farben und Symbole ersetzt.
Die ASSR führten die Flagge der SSR mit dem oben beschriebenen Text.
Die Flagge der Karelo-Finnischen SSR war eine sowjetische Flagge mit einem blauen und einem Grünen horizontalen Streifen am unteren Ende und wurde 1952 eingeführt.

### Karelische Autonome Sozialistische Sowjetrepublik (1956–1991)
Am 16. Juli 1956 wurde die Karelo-Finnische SSR in die Karelische ASSR umgewandelt und in die RSFSR eingegliedert. Entsprechend den neuen sowjetischen Flaggenvorschriften wurde die Flagge aus der Flagge der übergeordneten SSR und dem mehrsprachigen Text von 1937 gebildet:
1. Карельская АССР
2. Karjalan ASNT